# Vojtěch Čmelík
Vojtěch Čmelík (* 28. února 1997) je český fotbalový obránce, od srpna 2020 působící v divizním Českém Brodě.

## Klubová kariéra
Čmelík je odchovancem pražské Sparty. Jediný start v rudém dresu si připsal 4. května 2016 v odvetě semifinále proti Jablonci v neslavném utkání, kde Sparta kvůli šetření hráčů nastoupila s juniory a dorostenci. Další start si nepřipsal, jarní část sezony 2017/2018 odehrál na hostování ve Viktorii Žižkov, kde ale odehrál pouze šedesát minut v posledním zápase ročníku proti Českým Budějovicím. V létě 2018 přestoupil do Pardubic. V dresu Pardubic debutoval 4. srpna 2018 ve 3. kole ligy proti Varnsdorfu. V podzimní části sezony naskočil celkem do osmi zápasů. V prosinci si ale vážně poranil koleno, které ho pro celý kalendářní rok 2019 vyřadilo ze hry. Na jaře 2020 odehrál jeden poločas za rezervní tým Pardubic ve 3. lize proti Přepeřím. Do sestavy se už nevrátil, v létě 2020 se začal připravovat s Ústím nad Labem, k přestupu ale nedošlo a Čmelík nakonec přestoupil do divizního Českého Brodu.